# Oxira kanoi
Oxira kanoi är en fjärilsart som beskrevs av Hang 1991. Oxira kanoi ingår i släktet Oxira och familjen nattflyn. Inga underarter finns listade i Catalogue of Life.